# Penisola di Matagorda
La penisola di Matagorda (in inglese Matagorda Peninsula) è una stretta penisola situata nella costa sud-orientale del Texas, negli Stati Uniti. 
La penisola si trova nella contea di Matagorda, tra la baia di Matagorda e il golfo del Messico.